# Das seltsame Fräulein Sylvia
Das seltsame Fräulein Sylvia ist eine deutsche Verwechslungs- und Liebeskomödie aus dem Jahre 1945. Unter der Regie von Paul Martin spielt Ilse Werner die Titelrolle. Der Film blieb unvollendet.

## Handlung
Der junge Pianist Hans Peters hat zu seiner großen Freude soeben sein erstes Engagement angeboten bekommen, das ihn zur bekannten Tanzkapelle Frank Wittes führen wird. Ein Freudensprung auf der Treppe hat jedoch böse Folgen: Hans rutscht aus und verstaucht sich ausgerechnet den Arm, sodass es mit der anstehenden Verpflichtung wohl nichts werden wird. Jedenfalls verordnet der Arzt ihm mindestens zwei Wochen Schonung. Gerade an diesem Abend aber soll die Tournee mit Wittes Combo beginnen. Als Hans nicht mehr weiter weiß, macht ihm seine clevere Schwester einen ungewöhnlichen Vorschlag: warum soll sie sich nicht als Hans Peters verkleiden und statt seiner mit auf Tournee gehen? Gesagt, getan. Witte ist zunächst verwundert ob der allzu jugendlichen Erscheinung des Nachwuchsklaviervirtuosen, macht sich aber dann nicht weiter Gedanken.
Als sich am folgenden Tag herausstellt, dass der neue Pianist anstatt der angegebenen vier Instrumente nur zwei beherrscht, ist Frank zunächst ziemlich vergrätzt, zumal auch Sylvias andere musikalische Qualitäten doch eher verbesserungswürdig sind. Sylvia beschließt daher, sich in eine Frau zurückzuverwandeln und sich heimlich zu verdrücken. Doch ausgerechnet in dem Moment, in dem sie sich aus dem Staube machen will, stößt die auf Witte. Dieser verliebt sich augenblicklich in die Schwester seines neuen Musikers, der zuvor verkleideten Sylvia. Sylvia nutzt die Gunst der Stunde und kann Frank dazu überreden, es noch einmal mit „ihrem“ Hans zu versuchen. Daraufhin muss sich Sylvia flugs wieder in ihrem eigenen Bruder zurückverwandeln.
Sylvia muss nun ein anstrengendes Doppelleben führen. Tagsüber ist sie die von Frank umgarnte Schwester des engagierten Musikers Hans, abends eben genau dieser in Maskerade. Dass Frank sie nach dem Auftritt nicht treffen kann, erklärt Sylvia damit, dass sie zu diesem Zeitpunkt ihr Geld als Telefonistin verdiene. Als Frank nunmehr das Telefonbuch durchstöbert und tatsächlich eine Telefonistin namens Peters findet, wird diese mit Blumen überhäuft. Deren Verlobter ist davon alles andere als begeistert und stellt Frank Witte zur Rede. So fliegt Sylvias Schwindel und ihr Doppelleben schließlich auf. Es wendet sich alles zum Guten: Der gesundete Hans kann in Franks Kapelle spielen und Witte bekommt seine Sylvia nunmehr unverkleidet rund um die Uhr.

## Produktionsnotizen
Die Dreharbeiten zu Das seltsame Fräulein Sylvia begannen am 8. November 1944 in den Barrandov-Ateliers von Prag. Bei Kriegsende befand sich der Film im Schnitt. Eine Uraufführung hat es nicht gegeben.
Die Bauten entwarf Max Mellin und wurden von Gerhard Ladner ausgeführt. Den Ton hatte Walter Rühland. Herstellungsgruppenleiter Hans Tost war auch Herstellungsleiter.
Ein Musiktitel wurde gespielt: Ich weiß, dass ich dich lieben muss, gesungen von Ilse Werner.

## Kritik
Da der Film keine Aufführung erlebte, existieren auch keine Kritiken.